# J. Millard Tawes
John Millard Tawes, född 8 april 1894 i Crisfield i Maryland, död där 25 juni 1979, var en amerikansk demokratisk politiker. Han var guvernör i delstaten Maryland 1959–1967.
Tawes var verksam inom timmer-, bank- och varvsindustrierna innan han blev politiker. Han var Marylands chefsrevisor (Comptroller of Maryland) 1938–1947 och 1950–1959. Marylands budget utökades från 60 till 219 miljoner dollar under de sex första åren efter andra världskriget.
Tawes efterträdde 1959 Theodore McKeldin som guvernör och efterträddes 1967 av Spiro Agnew. Som delstatens finansminister (Maryland State Treasurer) tjänstgjorde Tawes 1973–1975. Metodisten Tawes avled i en ålder av 85 år och gravsattes på begravningsplatsen Sunny Ridge Memorial Park Cemetery i Crisfield.